# Ярополк Андрійович
Ярополк Андрійович — руський князь син Андрія Доброго, онук Володимира Мономаха. Матір'ю була донька половецького хана Аєпи.
1157 року брав участь в поході великого князя київського Ізяслава Давидовича на місто Турів проти князя Юрія Ярославича. Десять тижнів тривала облога Турова союзниками, проте вони змушені були відступити тому що у війську почали помирати коні.
Взимку 1159/1160 років Ярополк взяв участь, разом з іншими князями, в поході великого князя київського Мстислава Ізяславича, також на Турів проти Юрія Ярославича. Простоявши біля міста два з половиною тижні, союзники змушені були знову відступити ні з чим.